# Leaders of the New School
Leaders of the New School — нью-йоркская хип-хоп группа, образовавшаяся в 1989 году и распавшаяся в 1994 году.

## История
Первоначально в состав группы входили Charlie Brown и Dinco D. Окончательный состав группы сформировался в 1989, когда в неё вошли Cut Monitor Milo и Busta Rhymes (который был родом из Бруклина). На заре становления группы большую поддержку ей оказал легендарный коллектив Public Enemy; его лидер Chuck D дал псевдонимы участникам группы.
Группа подписала контракт с лейблом Elektra Records и выпустила компиляцию Rubáiyát: Elektra’s 40th Anniversary. После этого «лидеры» начали совместную работу с участниками коллектива Native Tongues Posse — A Tribe Called Quest, De La Soul, Black Sheep, Jungle Brothers.
В 1991 Busta Rhymes, Dinco D и Charlie Brown появились в качестве гостей на треке A Tribe Called Quest «Scenario», впоследствии ставшим хитом, и выступили с ними на «The Arsenio Hall Show». В том же году вышел дебютный альбом «лидеров» A Future Without a Past, который получил положительные оценки от критиков.
T.I.M.E. — второй и последний альбом группы, вышедший в 1993 году и получивший менее восторженные оценки аудитории. Вскоре после этого группа распалась; каждый её участник начал сольную карьеру, хотя единственным из них, добившимся популярности, стал Busta Rhymes.

## Дискография
- 1991: A Future Without a Past
- 1993: T.I.M.E.